# Accusations de génocide dans le Donbass
Depuis 2014, la Russie accuse l'Ukraine de génocide dans la région du Donbass. La propagande russe prétend que les autorités ukrainiennes ont pris des mesures génocidaires contre les russophones d'Ukraine durant la guerre du Donbass. Ces accusations sont utilisées par le président russe Vladimir Poutine pour justifier l'invasion russe de l'Ukraine en février 2022.
À la suite de l'invasion de 2022, l'Ukraine porte une affaire devant la Cour internationale de justice (CIJ) concernant les activités militaires de la Russie en Ukraine. Au cours de la procédure Ukraine c. Fédération de Russie, la CIJ ne trouve aucune preuve concernant l'accusation russe de génocide et ordonne par la suite à la Russie de « suspendre immédiatement les opérations militaires » d'invasion. D'autres rapports de 30 spécialistes du droit et du génocide avertissent que les accusations russes contre l'Ukraine font partie de la technique de « l'accusation dans un miroir », révélant finalement l'incitation russe à commettre un génocide contre les Ukrainiens.

## Accusations
Il existe de nombreuses populations russophones vivant dans les parties orientale et méridionale de l'Ukraine, la population russophone représente la grande majorité dans les deux régions de Donetsk et Lougansk dans l'est de l'Ukraine. Ces régions sont cependant encore majoritairement ethniquement ukrainiennes, les Russes ethniques étant une minorité dans ces régions. Début 2014, le président pro-russe Viktor Ianoukovitch s'est enfui en Russie sous la pression du mouvement pro-européen et des séparatistes ont déclaré l'indépendance des deux régions, déclenchant la guerre dans le Donbass. Dans le même temps, le gouvernement pro-européen de Kiev a commencé à utiliser progressivement la langue ukrainienne pour remplacer la position dominante du russe en Ukraine[réf. nécessaire]. Depuis 2014, le gouvernement russe a accusé à plusieurs reprises l'Ukraine de génocide contre les habitants de Donetsk et Louhansk sous son contrôle, persécutant les résidents russophones locaux avec des menaces de violence ou de mort,.
Plus de 3 000 civils sont morts lors des combats dans le Donbass entre 2014 et 2022, mais il n'y a aucune preuve pour étayer l'affirmation selon laquelle l'Ukraine a commis un génocide de personnes russophones ou d'origine russe en Ukraine. L'intensité des hostilités dans le Donbass avait régulièrement diminué depuis la signature des accords de Minsk en février 2015, mais les violations du cessez-le-feu avait, selon l'OSCE, « spectaculairement augmenté » la semaine précédent l'invasion russe de l'Ukraine.
Le 23 février 2022, lorsque les tensions à la frontière russo-ukrainienne commencent, l'Ukraine appelle la communauté internationale à l'Assemblée générale des Nations unies à mettre fin aux plans d'agression de la Russie. Le représentant permanent de la Russie auprès de l'ONU, Vassili Nebenzia, déclare : « Compte tenu du génocide flagrant et des plus importants droits de l'homme des peuples du monde - le droit à la vie est violé, et notre pays ne peut rester indifférent au sort des 4 millions d'habitants du Donbass. ».
Les affirmations russes ont notamment été qualifiées de « mensonges » par Evgueni Prigojine le 23 juin 2023, jour du déclenchement de l'éphémère rébellion du groupe Wagner. Prigojine déclare que, contrairement aux accusations de Poutine, aucune escalade du côté ukrainien n'a eu lieu avant l'invasion du 24 février, que l'Ukraine n'avait pas l'intention d'envahir la Russie ou même de récupérer des territoires dans le Donbass.

## Crimes de guerre commis par les forces russes pendant la guerre dans le Donbass
Au cours du conflit en cours, les forces russes et leurs supplétifs séparatistes ont commis de nombreux crimes de guerre, notamment la destruction du vol 17 de Malaysia Airlines, le ciblage intentionnel de civils par la Russie à Marioupol, le bombardement de civils à Kramatorsk, des attentats sur des bus civils à Volnovakha, entre autres. Les forces pro-russes ont également géré des prisons de torture secrètes dans la région.

## Réactions
L'Organisation pour la sécurité et la coopération en Europe (OSCE), qui surveille le conflit en Ukraine depuis 2014, a déclaré qu'elle n'avait trouvé aucune preuve à l'appui des allégations de la Russie,.
Le 7 mars 2022, l'Ukraine dépose une plainte auprès de la Cour internationale de Justice, déclarant que les allégations de génocide de la Russie sont fausses et ne peuvent en aucun cas fournir une base légale à l'invasion et qu'en vertu de la Convention de 1948 pour la prévention et la répression du crime de génocide, la Russie devrait être poursuivie pour l'invasion de l'Ukraine par la Russie. Le 16 mars 2022, la Cour internationale de justice a statué que la Russie devait « cesser immédiatement ses opérations militaires en Ukraine », déclarant que « l'Ukraine a un droit raisonnable de ne pas accepter une action militaire de la fédération de Russie pour prévenir et punir le soi-disant génocide en Ukraine ».
L'Association internationale des chercheurs sur le génocide (IAGS) publie en mars 2022 une déclaration condamnant « l'appropriation et l'utilisation abusives du terme de génocide par Poutine », déclare à Reuters Melanie O'Brien, présidente de l'IAGS. Elle déclare également qu'« il n'y a absolument aucune preuve qu'un génocide se déroule en Ukraine ».
Le chancelier allemand Olaf Scholz a qualifié les affirmations de Poutine de « ridicules », affirmant lui aussi qu'il n'y a aucune preuve de génocide dans l'est de l'Ukraine.

## Sources et références
1. ↑  « Independent Legal Analysis of the Russian Federation's Breaches of the Genocide Convention in Ukraine and the Duty to Prevent » [archive du 16 juin 2022], New Lines Institute for Strategy and Policy; Raoul Wallenberg Centre for Human Rights, 27 mai 2022 (consulté le 22 juillet 2022).
2. ↑  « 談烏東衝突　普欽：俄語區處境讓人聯想種族滅絕│俄羅斯│烏克蘭│TVBS新聞網 », sur web.archive.org,‎ 31 mars 2022 (consulté le 31 juillet 2023).
3. ↑  (en) « Putin says conflict in eastern Ukraine 'looks like genocide' » [archive du 20 septembre 2022], RFI, 9 décembre 2021 (consulté le 16 septembre 2022).
4. ↑  Alexander Hinton, « Putin's claims that Ukraine is committing genocide are baseless, but not unprecedented », The Conversation,‎ 25 février 2022 (lire en ligne [archive du 26 février 2022])
5. ↑  « From 'frozen' conflict to full-scale invasion », Meduza,‎ 6 mars 2022 (lire en ligne [archive du 22 septembre 2022], consulté le 30 septembre 2022)
6. ↑  
« Conflit en Ukraine : "Augmentation spectaculaire" des violations du cessez-le-feu en Ukraine selon l'OSCE », 19 février 2022 (consulté le 23 novembre 2023).
7. ↑  « Ukraine appeals for U.N. help, Russia says can't ignore 'genocide' | Reuters », sur web.archive.org, 20 septembre 2022 (consulté le 31 juillet 2023).
8. ↑  (en-GB) Pjotr Sauer, « Wagner chief accuses Moscow of lying to public about Ukraine », The Guardian,‎ 23 juin 2023 (lire en ligne, consulté le 3 juillet 2023)
9. ↑  [https://www.spiegel.de/international/europe/german-intelligence-blames-pro-russian-separatists-for-mh17-downing-a-997972.html
10. ↑  Press, « UN: deadly attack on Ukraine city could be war crime », San Diego Union-Tribune, 26 janvier 2015.
11. ↑  « Fact check: Russia falsely blames Ukraine for starting war | Europe | News and current affairs from around the continent | DW | 03.03.2022 », sur web.archive.org, 3 mars 2022 (consulté le 31 juillet 2023).
12. ↑  (en) OSCE, « OSCE Special Monitoring Mission to Ukraine » , sur osce.org.
13. ↑  (en) INTERNATIONAL COURT OF JUSTICE, « Allegations of Genocide under the Convention on the Prevention and Punishment
of the Crime of Genocide (Ukraine v. Russian Federation) », Rapport,‎ 16 mars 2022 (lire en ligne  [PDF])
14. ↑  « 烏俄種族滅絕訴訟案 國際法院將開庭聽審 », 聯合新聞網,‎ 7 mars 2022 (lire en ligne [archive du 9 avril 2022])
15. ↑  (en-GB) « Ukraine crisis: Vladimir Putin address fact-checked », BBC News,‎ 22 février 2022 (lire en ligne [archive du 23 février 2022], consulté le 16 septembre 2022)